# Megaselia finitima
Megaselia finitima är en tvåvingeart som beskrevs av Rudolf Beyer 1965. Megaselia finitima ingår i släktet Megaselia och familjen puckelflugor. Inga underarter finns listade i Catalogue of Life.